# Rejectaria fulvibrunnea
Rejectaria fulvibrunnea là một loài bướm đêm trong họ Noctuidae.